# 范明枢墓
范明枢墓，位于山东省泰安市泰山区普照寺路口，是1992年被列为山东省文物保护单位。
范明枢（1884～1947），泰安人。1906年留学日本，回国后致力于教育，是近代著名教育家，1947年10月2日在乐陵病逝，移葬于泰山。